# Ministrowie ds. Irlandii Północnej w brytyjskim gabinecie cieni
Minister ds. Irlandii Północnej w gabinecie cieni (en. Shadow Secretary of State for Northern Ireland)

## Ministrowie ds. Irlandii Północnej w gabinecie cieni

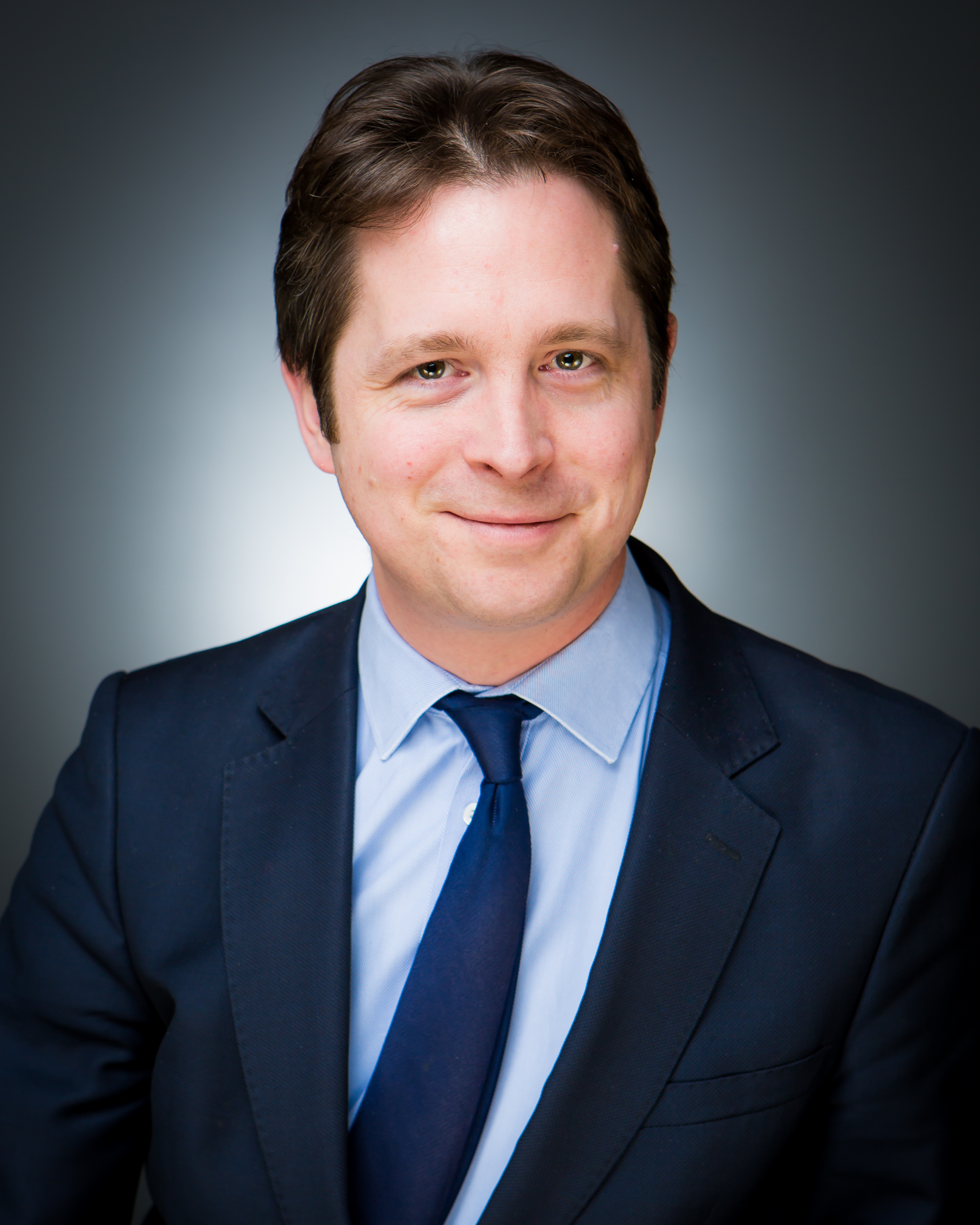
Peter Kyle, na stanowisku od lipca 2024

- 1972–1974: Merlyn Rees
- 1975–1979: Airey Neave
- 1980–1983: Don Concannon
- 1983–1987: Peter Archer
- 1987–1994: Kevin McNamara
- 1994–1997: Mo Mowlam
- 1997–2001: Andrew MacKay
- 2001–2003: Quentin Davies
- 2003–2007: David Lidington
- 2007–2010: Owen Paterson
- 2010 – 2011: Shaun Woodward
- 2011 – 2013: Vernon Coaker
- 2013 – 2015: Ivan Lewis
- 2015 – 2016: Vernon Coaker
- 2016 – 2017: Dave Anderson
- 2017 – 2018: Owen Smith
- 2018 – 2020: Tony Lloyd
- 2020 – 2021: Louise Haigh
- 2021 – 2023: Peter Kyle[1]
- 2023 – 2021: Hilary Benn
- od 2024: Alex Burghart(inne języki)[2]

## Ministrowie ds. Irlandii Północnej w gabinecie cieni Liberalnych Demokratów
- 2003–2007: Lembit Öpik
- w 2007 –: Alistair Carmichael